# Chapada da Natividade
Chapada da Natividade é um município brasileiro do estado do Tocantins. Localiza-se a uma latitude 11º37'01" sul e a uma longitude 47º45'02" oeste, estando a uma altitude de 365 metros. Sua população estimada em 2004 era de 3 540 habitantes.
Possui uma área de 1677,9 km².